# Кваліфікація Ліги конференцій УЄФА 2022—2023
Кваліфікація Ліги конференцій УЄФА 2022—2023 розпочалась 7 липня та завершилася 25 серпня 2022.
159 команд змагалися за 22 путівки до групового етапу Ліги конференцій УЄФА 2021—2022, з яких 23 команди змагаються в шляху чемпіонів та 136 — у шляху нечемпіонів. 22 переможці Раунду плей-оф проходять до групового етапу, де приєднаються до 10 команд, які вибули з раунду плей-оф кваліфікації Ліги Європи.
Час вказано за київським часом (EEST/UTC+3). Місцевий час, якщо відрізняється, вказано в дужках.

## Команди

### Шлях чемпіонів
До Шляху чемпіонів потрапили всі чемпіони національних чемпіонатів, які вибули зі шляху чемпіонів кваліфікації Ліги чемпіонів і шляху чемпіонів кваліфікації Ліги Європи, та складається з таких раундів:
- Другий кваліфікаційний раунд (16 команд): у цьому раунді починають 16 команд (включно з 13 командами, які вибули з першого кваліфікаційного раунду Ліги чемпіонів та 3 командами, які вибули з попереднього кваліфікаційного раунду Ліги чемпіонів)
- Третій кваліфікаційний раунд (10 команд): у цьому раунді починають 2 команд (включно з 2 командами, які вибули з першого кваліфікаційного раунду Ліги чемпіонів і які визначаються жеребкуванням) та 8 переможців другого кваліфікаційного раунду (шлях чемпіонів).
- Раунд плей-оф (10 команд): у цьому раунді починають 5 команд (включно з 5 командами, які вибули з третього кваліфікаційного раунду (шлях чемпіонів) Ліги Європи) та 5 переможців третього кваліфікаційного раунду (шлях чемпіонів).

Нижче наведено команди, що потрапили до Шляху чемпіонів (разом зі своїми клубними коефіцієнтами 2022), згруповані за стартовим раундом.
| Значення кольорів                                         |
| --------------------------------------------------------- |
| Переможці раунду плей-оф (потрапляють до групового етапу) |

| Команда                      | КК     |
| ---------------------------- | ------ |
| Марибор[ЛЧ-К2-Ч]             | 14.000 |
| Слован (Братислава)[ЛЧ-К2-Ч] | 13.000 |
| Ф91 Дюделанж[ЛЧ-К2-Ч]        | 8.500  |
| Лінфілд[ЛЧ-К2-Ч]             | 5.000  |
| Шкупі[ЛЄ-К3-Ч]               | 4.500  |

| Команда                    | КК    |
| -------------------------- | ----- |
| Шахтар (Солігорськ)[ЛЧ-К1] | 6.250 |
| РФШ[ЛЧ-К1]                 | 4.000 |

| Команда                    | КК     |
| -------------------------- | ------ |
| Клуж[ЛЧ-К1]                | 19.500 |
| Нью-Сейнтс [ЛЧ-К1]         | 8.500  |
| Лінкольн Ред Імпс[ЛЧ-К1]   | 7.250  |
| Зриньські [ЛЧ-К1]          | 7.000  |
| Клаксвік[ЛЧ-К1]            | 6.250  |
| Сутьєска[ЛЧ-К1]            | 6.250  |
| Лех (Познань)[ЛЧ-К1]       | 6.000  |
| Гіберніанс[ЛЧ-К1]          | 5.500  |
| ФКІ Левадія[ЛЧ-ПР-ПФ]      | 4.750  |
| Тобол[ЛЧ-К1]               | 4.500  |
| Ла Фіоріта[ЛЧ-ПР-ПФ]       | 4.000  |
| Динамо (Батумі)[ЛЧ-К1]     | 3.250  |
| Інтер (Ескальдес)[ЛЧ-ПР-Ф] | 3.000  |
| Тирана[ЛЧ-К1]              | 2.750  |
| Балкані[ЛЧ-К1]             | 1.633  |
| Вікінгур[ЛЧ-К1]            | 1.075  |

Позначки
1. ЛЄ-К3-Ч Команда, яка вибула з третього кваліфікаційного раунду (шлях чемпіонів) Ліги Європи.
2. ЛЧ-К1 Команда, яка вибула з першого кваліфікаційного раунду Ліги чемпіонів.
3. ЛЧ-ПР-Ф Команда, яка вибула з фіналу попереднього раунду Ліги чемпіонів.
4. ЛЧ-ПР-ПФ Команда, яка вибула з півфіналу попереднього раунду Ліги чемпіонів.

### Основний шлях
До основного шляху потрапляють усі команди, які не стали чемпіонами своїх національних чемпіонатів (ліг) та не потрапили безпосередньо до групового етапу. Цей шлях складається з таких раундів:
- Перший кваліфікаційний раунд (60 команд): у цьому раунді починають 60 команд.
- Другий кваліфікаційний раунд (90 команд): у цьому раунді починають 60 команд, до яких приєднаються 30 переможців першого кваліфікаційного раунду.
- Третій кваліфікаційний раунд (54 команди): у цьому раунді починають 9 команд, до яких приєднаються 45 переможців другого кваліфікаційного раунду.
- Раунд плей-оф (34 команди): у цьому раунді починають 7 команд (включно з 2 командами, які вибули з третього кваліфікаційного раунду (основний шлях) Ліги Європи), до яких приєднаються 27 переможців третього кваліфікаційного раунду.

| Значення кольорів                                         |
| --------------------------------------------------------- |
| Переможці раунду плей-оф (потрапляють до групового етапу) |

| Команда           | КК     |
| ----------------- | ------ |
| Вільярреал        | 78.000 |
| Партизан[ЛЄ-К3-О] | 24.500 |
| Вест Гем Юнайтед  | 21.328 |
| Фіорентіна        | 15.380 |
| Кельн             | 15.042 |
| Ніцца             | 12.016 |
| Словацко[ЛЄ-К3-О] | 5.560  |

| Команда         | КК     |
| --------------- | ------ |
| Зоря (Луганськ) | 18.000 |
| Андерлехт       | 11.500 |
| Вольфсбергер    | 11.000 |
| Жил Вісенте     | 10.676 |
| Твенте          | 9.860  |
| Лугано          | 9.000  |
| Хайдук (Спліт)  | 8.000  |
| Данді Юнайтед   | 7.380  |
| Панатінаїкос    | 5.640  |

| Команда              | КК     |
| -------------------- | ------ |
| Базель               | 55.000 |
| Славія (Прага)       | 52.000 |
| Янг Бойз             | 37.000 |
| АЗ                   | 28.500 |
| ПАОК                 | 25.000 |
| Істанбул Башакшехір  | 25.000 |
| Маккабі (Тель-Авів)  | 24.500 |
| Астана               | 20.500 |
| Молде                | 19.000 |
| АПОЕЛ                | 18.000 |
| ФКСБ                 | 17.500 |
| БАТЕ                 | 17.500 |
| Рапід (Відень)       | 16.000 |
| Рієка                | 15.000 |
| Антверпен            | 14.500 |
| Хапоель (Беер-Шева)  | 14.000 |
| Спарта (Прага)       | 13.500 |
| Фегервар             | 11.500 |
| Віторія (Гімарайнш)  | 10.676 |
| ЦСКА (Софія)         | 10.500 |
| Судува               | 10.000 |
| Брондбю              | 8.500  |
| Спартак (Трнава)     | 8.500  |
| Кайрат               | 8.000  |
| Осієк                | 8.000  |
| КС У Крайова         | 7.500  |
| Мотервелл            | 7.380  |
| Нефтчі               | 7.000  |
| Чукарички            | 6.675  |
| Раднички             | 6.675  |
| Вадуц                | 6.500  |
| Ворскла              | 6.360  |
| Аріс (Салоніки)      | 5.640  |
| Вікінг               | 5.450  |
| Ліллестрем           | 5.450  |
| Віборг               | 5.435  |
| Коньяспор            | 5.420  |
| Аріс (Лімасол)       | 5.275  |
| Арарат-Вірменія      | 5.000  |
| АІК                  | 5.000  |
| Маккабі (Нетанья)    | 4.875  |
| Ельфсборг            | 4.575  |
| Юргорден             | 4.575  |
| Ботев (Пловдив)      | 3.900  |
| Левські              | 3.900  |
| Габала               | 3.500  |
| Сепсі                | 3.430  |
| Зіра                 | 3.400  |
| Академія Пушкаша     | 3.275  |
| Кішварда             | 3.275  |
| Ракув                | 3.175  |
| Кизилжар             | 3.150  |
| Копер                | 3.000  |
| Гомель               | 2.500  |
| Вележ                | 2.000  |
| Валмієра             | 2.000  |
| Расінг               | 2.000  |
| Сент-Патрікс Атлетік | 1.625  |
| Влазнія              | 1.600  |
| Македонія ГП         | 1.400  |

| Команда           | КК    |
| ----------------- | ----- |
| Флора             | 9.750 |
| Шкендія           | 9.000 |
| Рига              | 8.000 |
| Алашкерт          | 8.000 |
| Олімпія (Любляна) | 7.750 |
| КуПС              | 7.500 |
| Фола              | 7.500 |
| Будучност         | 7.000 |
| Динамо (Тбілісі)  | 6.500 |
| ДАК 1904          | 6.500 |
| Лачі              | 6.000 |
| Мура 05           | 5.500 |
| Дріта             | 5.000 |
| Динамо (Мінськ)   | 5.000 |
| Б36 Торсгавн      | 4.750 |
| Петрокуб          | 4.500 |
| Лієпая            | 4.500 |
| Юероп             | 4.500 |
| Партизані         | 4.250 |
| Брєйдаблік        | 4.000 |
| ГБ Торсгавн       | 4.000 |
| Гзіра Юнайтед     | 4.000 |
| Мілсамі           | 3.750 |
| Кауно Жальгіріс   | 3.500 |
| Бала Таун         | 3.250 |
| Тре Пенне         | 3.250 |
| Сент-Джозефс      | 3.250 |
| Крузейдерс        | 3.250 |
| Погонь (Щецин)    | 3.175 |
| Лехія (Гданськ)   | 3.175 |
| Ружомберок        | 3.125 |
| Борац (Баня-Лука) | 3.000 |
| Інтер (Турку)     | 3.000 |
| Рейк'явік         | 3.000 |
| Тре Фйорі         | 3.000 |
| Сабуртало         | 3.000 |
| Сфинтул Георге    | 2.500 |
| Вікінгур          | 2.500 |
| Флоріана          | 2.250 |
| Деррі Сіті        | 2.250 |
| Ларн              | 2.000 |
| Паневежис         | 2.000 |
| Пайде             | 2.000 |
| Кліфтонвілл       | 2.000 |
| Тузла Сіті        | 1.825 |
| СЯК               | 1.775 |
| Діфферданж 03     | 1.750 |
| Ллапі             | 1.633 |
| Г'їлані           | 1.633 |
| Арарат (Єреван)   | 1.625 |
| Слайго Роверз     | 1.625 |
| Діла              | 1.400 |
| Академія Пандєва  | 1.400 |
| Хамрун Спартанс   | 1.400 |
| Ньютаун           | 1.100 |
| Бруно Мегпіс      | 1.083 |
| Дечич             | 1.000 |
| Іскра             | 1.000 |
| УЕ Санта-Колома   | 0.933 |
| Атлетік Ескальдес | 0.933 |

Позначки
1. ЛЄ-К3-О Команда, яка вибула з третього кваліфікаційного раунду (основний шлях) Ліги Європи.

## Розклад матчів і жеребкувань
Розклад змагання наведено у таблиці нижче (усі жеребкування проводяться у штаб-квартирі УЄФА у  Ньйоні).
| Раунд                        | Дата жеребкування | Перші матчі    | Матчі-відповіді |
| ---------------------------- | ----------------- | -------------- | --------------- |
| Перший кваліфікаційний раунд | 14 червня 2022    | 7 липня 2022   | 14 липня 2022   |
| Другий кваліфікаційний раунд | 15 червня 2022    | 21 липня 2022  | 28 липня 2022   |
| Третій кваліфікаційний раунд | 18 липня 2022     | 4 серпня 2022  | 11 серпня 2022  |
| Раунд плей-оф                | 1 серпня 2022     | 18 серпня 2022 | 25 серпня 2022  |

## Перший кваліфікаційний раунд
Жеребкування відбулося 14 червня 2022 року о 14:00 (13:00 CEST) у  Ньйоні.

### Команди
У першому кваліфікаційному раунді змагаються 60 команд. Для процедури жеребкування учасники діляться порівну на сіяних та несіяних згідно з клубними коефіцієнтами 2022.
Команди з однієї асоціації не можуть бути зведені в одну пару. У кожній парі команда, яка під час жеребкування випала першою, грає перший матч вдома.
| Група 1                                                                               | Група 1                                                                                       | Група 2                                                                            | Група 2                                                                            | Група 3                                                                                           | Група 3                                                                                     |
| Сіяні                                                                                 | Несіяні                                                                                       | Сіяні                                                                              | Несіяні                                                                            | Сіяні                                                                                             | Несіяні                                                                                     |
| ------------------------------------------------------------------------------------- | --------------------------------------------------------------------------------------------- | ---------------------------------------------------------------------------------- | ---------------------------------------------------------------------------------- | ------------------------------------------------------------------------------------------------- | ------------------------------------------------------------------------------------------- |
| - Алашкерт (2) - Динамо (Тбілісі) (1) - Дріта (3) - Мілсамі (5) - Лехія (Гданськ) (4) | - Інтер (Турку) (6) - Паневежис (7) - Пайде (8) - Академія Пандєва (9) - Хамрун Спартанс (10) | - КуПС (1) - Лачі (2) - Мура 05 (3) - Лієпая (4) - Кауно Жальгіріс (5)             | - Ружомберок (7) - Сфинтул Георге (6) - Г'їлані (9) - Діла (8) - Іскра (10)        | - Олімпія (Любляна) (1) - Будучност (2) - Б36 Торсгавн (3) - Гзіра Юнайтед (4) - Сент-Джозефс (5) | - Борац (Баня-Лука) (6) - Ларн (7) - Діфферданж 03 (8) - Ллапі (10) - Атлетік Ескальдес (9) |
| Група 4                                                                               | Група 4                                                                                       | Група 5                                                                            | Група 5                                                                            | Група 6                                                                                           | Група 6                                                                                     |
| Сіяні                                                                                 | Несіяні                                                                                       | Сіяні                                                                              | Несіяні                                                                            | Сіяні                                                                                             | Несіяні                                                                                     |
| - Фола (5) - ДАК 1904 (4) - Юероп (3) - Брєйдаблік (2) - Бала Таун (1)                | - Тре Фйорі (7) - Вікінгур (6) - Кліфтонвілл (9) - Слайго Роверз (8) - УЕ Санта-Колома (10)   | - Шкендія (1) - Динамо (Мінськ) (2) - Петрокуб (5) - Партизані (3) - Тре Пенне (4) | - Сабуртало (6) - Флоріана (7) - Тузла Сіті (9) - Арарат (Єреван) (8) - Дечич (10) | - Флора (1) - Рига (5) - ГБ Торсгавн (4) - Крузейдерс (3) - Погонь (Щецин) (2)                    | - Рейк'явік (10) - Деррі Сіті (7) - СЯК (8) - Ньютаун (9) - Бруно Мегпіс (6)                |

### Результати
Перші матчі відбулися 7 липня 2022 року, а матчі-відповіді — 14 липня 2022 року.
| Команда 1         | Заг.           | Команда 2         | 1-й матч | 2-й матч |
| ----------------- | -------------- | ----------------- | -------- | -------- |
| Алашкерт          | 2:4            | Хамрун Спартанс   | 1:0      | 1:4      |
| Лехія (Гданськ)   | 6:2            | Академія Пандєва  | 4:1      | 2:1      |
| Інтер (Турку)     | 1:3            | Дріта             | 1:0      | 0:3      |
| Динамо (Тбілісі)  | 4:4 (пен. 5:6) | Пайде             | 2:3      | 2:1 (дч) |
| Паневежис         | 0:2            | Мілсамі           | 0:0      | 0:2      |
| Лачі              | 1:0            | Іскра             | 0:0      | 1:0      |
| Г'їлані           | 2:3            | Лієпая            | 1:0      | 1:3      |
| Сфинтул Георге    | 2:4            | Мура 05           | 1:2      | 1:2      |
| КуПС              | 2:0            | Діла              | 2:0      | 0:0      |
| Ружомберок        | 2:0            | Кауно Жальгіріс   | 2:0      | 0:0      |
| Будучност         | 4:2            | Ллапі             | 2:0      | 2:2      |
| Гзіра Юнайтед     | 2:1            | Атлетік Ескальдес | 1:1      | 1:0 (дч) |
| Борац (Баня-Лука) | 3:3 (пен. 3:4) | Б36 Торсгавн      | 2:0      | 1:3 (дч) |
| Олімпія (Любляна) | 3:2            | Діфферданж 03     | 1:1      | 2:1 (дч) |
| Сент-Джозефс      | 1:0            | Ларн              | 0:0      | 1:0      |
| УЕ Санта-Колома   | 1:5            | Брєйдаблік        | 0:1      | 1:4      |
| ДАК 1904          | 5:1            | Кліфтонвілл       | 2:1      | 3:0      |
| Вікінгур          | 3:1            | Юероп             | 1:0      | 2:1      |
| Бала Таун         | 2:2 (пен. 3:4) | Слайго Роверз     | 1:2      | 1:0 (дч) |
| Фола              | 1:4            | Тре Фйорі         | 0:1      | 1:3      |
| Динамо (Мінськ)   | 3:2            | Дечич             | 1:1      | 2:1      |
| Тре Пенне         | 0:8            | Тузла Сіті        | 0:2      | 0:6      |
| Сабуртало         | 1:1 (пен. 5:4) | Партизані         | 0:1      | 1:0 (дч) |
| Шкендія           | 4:2            | Арарат (Єреван)   | 2:0      | 2:2      |
| Флоріана          | 0:1            | Петрокуб          | 0:0      | 0:1      |
| Погонь (Щецин)    | 4:2            | Рейк'явік         | 4:1      | 0:1      |
| ГБ Торсгавн       | 2:2 (пен. 2:4) | Ньютаун           | 1:0      | 1:2 (дч) |
| Бруно Мегпіс      | 3:4            | Крузейдерс        | 2:1      | 1:3      |
| Флора             | 3:4            | СЯК               | 1:0      | 2:4 (дч) |
| Деррі Сіті        | 0:4            | Рига              | 0:2      | 0:2      |

1. 1 2 3 4  Порядок матчів було змінено після жеребкування.

## Другий кваліфікаційний раунд
Жеребкування відбулося 15 червня 2022 року о 14:00 (13:00 CEST) у  Ньйоні.

### Команди
У другому кваліфікаційному раунді змагаються 106 команд, які поділені на два шляхи:
- Шлях чемпіонів (16 команд): 13 з 15 команд, які вибули з першого кваліфікаційного раунду Ліги чемпіонів (2 команди, які будуть обрані жеребкуванням, автоматично пройшли до третього кваліфікаційного раунду) та 3 попереднього раунду. Для жеребкування команди діляться таким чином:
  - Сіяні: 13 команд, які вибули з першого кваліфікаційного раунду Ліги чемпіонів
  - Несіяні: 3 команди, які вибули з попереднього раунду Ліги чемпіонів
- Основний шлях (90 команд): 60 команд, які починають з цього раунду, та 30 переможців першого кваліфікаційного раунду. Для процедури жеребкування учасники діляться порівну на сіяних та несіяних згідно з клубними коефіцієнтами 2022.[3] На момент жеребкування не було відомо переможців першого кваліфікаційного раунду, тому для жеребкування використовують коефіцієнти команд з найбільшим КК з кожної пари.

Команди з однієї асоціації не можуть бути зведені в одну пару. Також, відповідно до рішення виконавчого комітету УЄФА від 27 травня 2022 року, команди з України та Білорусі будуть розводитися між собою по різних парах. У кожній парі команда, яка під час жеребкування випала першою, грає перший матч вдома.
| Група 1                                                 | Група 1      | Група 2                                                             | Група 2       | Група 3                            | Група 3             |
| Сіяні                                                   | Несіяні      | Сіяні                                                               | Несіяні       | Сіяні                              | Несіяні             |
| ------------------------------------------------------- | ------------ | ------------------------------------------------------------------- | ------------- | ---------------------------------- | ------------------- |
| - Вікінгур - Сутьєска - Клаксвік - Нью-Сейнтс - Балкані | - Ла Фіоріта | - Лех (Познань) - Зриньські - Динамо (Батумі) - Тирана - Гіберніанс | - ФКІ Левадія | - Клуж - Тобол - Лінкольн Ред Імпс | - Інтер (Ескальдес) |

| Група 1                                                                                   | Група 1                                                                                         | Група 2                                                                                       | Група 2                                                                                             | Група 3                                                                             | Група 3                                                                                               |
| Сіяні                                                                                     | Несіяні                                                                                         | Сіяні                                                                                         | Несіяні                                                                                             | Сіяні                                                                               | Несіяні                                                                                               |
| ----------------------------------------------------------------------------------------- | ----------------------------------------------------------------------------------------------- | --------------------------------------------------------------------------------------------- | --------------------------------------------------------------------------------------------------- | ----------------------------------------------------------------------------------- | --- |
| - Істанбул Башакшехір (2) - АПОЕЛ (1) - Фегервар (3) - Раднички (5) - Аріс (Салоніки) (4) | - Маккабі (Нетанья) (6) - Гзіра Юнайтед[a] (7) - Ботев (Пловдив) (8) - Габала (9) - Гомель (10) | - ФКСБ (1) - Хапоель (Беер-Шева) (2) - ЦСКА (Софія) (3) - Хамрун Спартанс[a] (4) - Нефтчі (5) | - Аріс (Лімасол) (7) - Динамо (Мінськ)[a] (6) - Сабуртало[a] (8) - Вележ (10) - Македонія ГП (9)    | - Маккабі (Тель-Авів) (5) - БАТЕ (2) - Кайрат (3) - КС У Крайова (4) - Пайде[a] (1) | - Коньяспор (6) - Арарат-Вірменія (8) - Зіра (7) - Кішварда (9) - Влазнія (10)                        |
| Група 4                                                                                   | Група 4                                                                                         | Група 5                                                                                       | Група 5                                                                                             | Група 6                                                                             | Група 6                                                                                               |
| Сіяні                                                                                     | Несіяні                                                                                         | Сіяні                                                                                         | Несіяні                                                                                             | Сіяні                                                                               | Несіяні                                                                                               |
| - Янг Бойз (1) - Рапід (Відень) (3) - СЯК[a] (2) - Осієк (4) - Олімпія (Любляна)[a] (5)   | - Ліллестрем (6) - Лієпая[a] (8) - Сепсі (7) - Лехія (Гданськ)[a] (9) - Кизилжар (10)           | - Славія (Прага) (1) - Судува (2) - Спартак (Трнава) (3) - Будучност[a] (5) - Мура 05[a] (4)  | - Віборг (6) - Брєйдаблік[a] (7) - Ньютаун[a] (9) - Сент-Джозефс[a] (8) - Сент-Патрікс Атлетік (10) | - АЗ (1) - Молде (2) - Брондбю (4) - Мотервелл (3) - ДАК 1904[a] (5)                | - Ельфсборг (6) - Вікінгур[a] (7) - Слайго Роверз[a] (9) - Тузла Сіті[a] (8) - Погонь (Щецин)[a] (10) |
| Група 7                                                                                   | Група 7                                                                                         | Група 8                                                                                       | Група 8                                                                                             | Група 9                                                                             | Група 9                                                                                               |
| Сіяні                                                                                     | Несіяні                                                                                         | Сіяні                                                                                         | Несіяні                                                                                             | Сіяні                                                                               | Несіяні                                                                                               |
| - Базель (3) - Антверпен (2) - Рига[a] (1) - Тре Фйорі[a] (4) - Вадуц (5)                 | - Дріта[a] (6) - Б36 Торсгавн[a] (10) - Ружомберок[a] (8) - Крузейдерс[a] (9) - Копер (7)       | - ПАОК (1) - Рієка (2) - Віторія (Гімарайнш) (3) - Чукарички (4) - Лачі[a] (5)                | - Юргорден (6) - Петрокуб[a] (7) - Левські (8) - Академія Пушкаша (9) - Расінг (10)                 | - Астана (1) - Спарта (Прага) (2) - Шкендія[a] (4) - КуПС[a] (3) - Ворскла (5)      | - Вікінг (6) - АІК (7) - Мілсамі[a] (9) - Ракув (8) - Валмієра (10)                                   |

Примітки
1. a Переможець першого кваліфікаційного раунду. Оскільки на момент жеребкування не було відомо, хто переможець, використовували коефіцієнт команди з найбільшим КК. Команди, відмічені курсивом, обіграли суперника з більшим коефіцієнтом і, таким чином, використовували коефіцієнт суперника під час жеребкування.

### Результати
Перші матчі відбулися 21 липня, а матчі-відповіді — 28 липня 2022 року.
| Команда 1            | Заг. | Команда 2         | 1-й матч | 2-й матч |
| -------------------- | ---- | ----------------- | -------- | -------- |
| Ла Фіоріта           | 0:10 | Балкані           | 0:4      | 0:6      |
| Вікінгур (Рейк'явік) | 2:0  | Нью-Сейнтс        | 2:0      | 0:0      |
| Сутьєска             | 0:1  | Клаксвік          | 0:0      | 0:1      |
| Гіберніанс           | 4:3  | ФКІ Левадія       | 3:2      | 1:1      |
| Тирана               | 2:4  | Зриньські         | 0:1      | 2:3      |
| Лех (Познань)        | 6:1  | Динамо (Батумі)   | 5:0      | 1:1      |
| Клуж                 | 4:1  | Інтер (Ескальдес) | 3:0      | 1:1      |
| Тобол                | 3:0  | Лінкольн Ред Імпс | 2:0      | 1:0      |

| Команда 1            | Заг.           | Команда 2           | 1-й матч | 2-й матч |
| -------------------- | -------------- | ------------------- | -------- | -------- |
| Гзіра Юнайтед        | 5:5 (пен. 3:1) | Раднички            | 2:2      | 3:3 (дч) |
| Аріс (Салоніки)      | 7:2            | Гомель              | 5:1      | 2:1      |
| Ботев (Пловдив)      | 0:2            | АПОЕЛ               | 0:0      | 0:2      |
| Фегервар             | 5:3            | Габала              | 4:1      | 1:2      |
| Істанбул Башакшехір  | 2:1            | Маккабі (Нетанья)   | 1:1      | 1:0      |
| Аріс (Лімасол)       | 2:3            | Нефтчі              | 2:0      | 0:3      |
| Вележ                | 0:2            | Хамрун Спартанс     | 0:1      | 0:1      |
| Сабуртало            | 3:4            | ФКСБ                | 1:0      | 2:4      |
| Македонія ГП         | 0:4            | ЦСКА (Софія)        | 0:0      | 0:4      |
| Хапоель (Беер-Шева)  | 3:1            | Динамо (Мінськ)     | 2:1      | 1:0      |
| Зіра                 | 0:3            | Маккабі (Тель-Авів) | 0:3      | 0:0      |
| Влазнія              | 1:4            | КС У Крайова        | 1:1      | 0:3      |
| Арарат-Вірменія      | 0:0 (пен. 3:5) | Пайде               | 0:0      | 0:0 (дч) |
| Кайрат               | 0:2            | Кішварда            | 0:1      | 0:1      |
| БАТЕ                 | 0:5            | Коньяспор           | 0:3      | 0:2      |
| Сепсі                | 3:3 (пен. 4:2) | Олімпія (Любляна)   | 3:1      | 0:2 (дч) |
| Кизилжар             | 3:2            | Осієк               | 1:2      | 2:0      |
| Лієпая               | 0:4            | Янг Бойз            | 0:1      | 0:3      |
| Рапід (Відень)       | 2:1            | Лехія (Гданськ)     | 0:0      | 2:1      |
| СЯК                  | 2:6            | Ліллестрем          | 0:1      | 2:5      |
| Брєйдаблік           | 3:2            | Будучност           | 2:0      | 1:2      |
| Сент-Патрікс Атлетік | 1:1 (пен. 6:5) | Мура 05             | 1:1      | 0:0 (дч) |
| Сент-Джозефс         | 0:11           | Славія (Прага)      | 0:4      | 0:7      |
| Спартак (Трнава)     | 6:2            | Ньютаун             | 4:1      | 2:1      |
| Судува               | 0:2            | Віборг              | 0:1      | 0:1      |
| Вікінгур (Гета)      | 0:4            | ДАК 1904            | 0:2      | 0:2      |
| Погонь (Щецин)       | 1:5            | Брондбю             | 1:1      | 0:4      |
| АЗ                   | 5:0            | Тузла Сіті          | 1:0      | 4:0      |
| Мотервелл            | 0:3            | Слайго Роверз       | 0:1      | 0:2      |
| Молде                | 6:2            | Ельфсборг           | 4:1      | 2:1      |
| Копер                | 1:2            | Вадуц               | 0:1      | 1:1 (дч) |
| Б36 Торсгавн         | 1:0            | Тре Фйорі           | 1:0      | 0:0      |
| Ружомберок           | 1:5            | Рига                | 0:3      | 1:2      |
| Базель               | 3:1            | Крузейдерс          | 2:0      | 1:1      |
| Антверпен            | 2:0            | Дріта               | 0:0      | 2:0      |
| Петрокуб             | 4:1            | Лачі                | 0:0      | 4:1      |
| Расінг               | 1:8            | Чукарички           | 1:4      | 0:4      |
| Левські              | 3:1            | ПАОК                | 2:0      | 1:1      |
| Віторія (Гімарайнш)  | 3:0            | Академія Пушкаша    | 3:0      | 0:0      |
| Рієка                | 1:4            | Юргорден            | 1:2      | 0:2      |
| Ворскла              | 3:4            | АІК                 | 3:2      | 0:2 (дч) |
| Валмієра             | 2:5            | Шкендія             | 1:2      | 1:3      |
| Ракув                | 6:0            | Астана              | 5:0      | 1:0      |
| КуПС                 | 6:3            | Мілсамі             | 2:2      | 4:1      |
| Спарта (Прага)       | 1:2            | Вікінг              | 0:0      | 1:2      |

1. 1 2 3 4  Порядок матчів було змінено після жеребкування.

## Третій кваліфікаційний раунд
Жеребкування відбулося 18 липня 2022 року о 15:00 (14:00 CEST) у  Ньйоні.

### Команди
У третьому кваліфікаційному раунді змагаються 64 команди, які поділені на два шляхи:
- Шлях чемпіонів (10 команд): 8 переможців другого кваліфікаційного раунду (шлях чемпіонів), які ще не були відомі на момент жеребкування та 2 команди, яка вибули з першого кваліфікаційного раунду Ліги чемпіонів та були обрані жеребкуванням для участі у третьому кваліфікаційному раунді, замість другого. У цьому раунді команди не поділяються на сіяних та несіяних (відкрите жеребкування).
- Основний шлях (54 команди): 9 команд, які починають з цього раунду, та 45 переможців другого кваліфікаційного раунду. Для процедури жеребкування учасники діляться порівну на сіяних та несіяних згідно з клубні коефіцієнти 2022.[3] На момент жеребкування не було відомо переможців другого кваліфікаційного раунду, тому для жеребкування використовують коефіцієнти команд з найбільшим КК з кожної пари.

Команди з однієї асоціації не можуть бути зведені в одну пару. У кожній парі команда, яка під час жеребкування випала першою, грає перший матч вдома.
| Група 1                                                                        | Група 2                                          |
| ------------------------------------------------------------------------------ | ------------------------------------------------ |
| - РФШ - Балкані - Вікінгур (Рейк'явік) - Клаксвік - Гіберніанс - Лех (Познань) | - Шахтар (Солігорськ) - Зриньські - Клуж - Тобол |

| Група 1                                                                                        | Група 1                                                                                            | Група 2                                                                                           | Група 2                                                                                     | Група 3                                                                                              | Група 3                                                                                   |
| Сіяні                                                                                          | Несіяні                                                                                            | Сіяні                                                                                             | Несіяні                                                                                     | Сіяні                                                                                                | Несіяні                                                                                   |
| ---------------------------------------------------------------------------------------------- | -------------------------------------------------------------------------------------------------- | ------------------------------------------------------------------------------------------------- | ------------------------------------------------------------------------------------------- | --- | ----------------------------------------------------------------------------------------- |
| - Істанбул Башакшехір [a] (2) - Ракув[a] (1) - Вікінг[a] (4) - Шкендія[a] (3)                  | - Спартак (Трнава)[a] (5) - Слайго Роверз[a] (7) - Брєйдаблік[a] (6) - АІК[a] (8)                  | - Янг Бойз[a] (1) - Андерлехт (3) - Віторія (Гімарайнш)[a] (2) - Віборг[a] (4)                    | - Хайдук (Спліт) (6) - КуПС[a] (5) - Пайде[a] (8) - Б36 Торсгавн[a] (7)                     | - Базель[a] (1) - АЗ[a] (2) - Антверпен[a] (3) - ЦСКА (Софія)[a] (4)                                 | - Брондбю[a] (5) - Данді Юнайтед (6) - Сент-Патрікс Атлетік[a] (7) - Ліллестрем[a] (8)    |
| Група 4                                                                                        | Група 4                                                                                            | Група 5                                                                                           | Група 5                                                                                     | Група 6                                                                                              | Група 6                                                                                   |
| Сіяні                                                                                          | Несіяні                                                                                            | Сіяні                                                                                             | Несіяні                                                                                     | Сіяні                                                                                                | Несіяні                                                                                   |
| - Маккабі (Тель-Авів)[a] (1) - АПОЕЛ[a] (2) - ФКСБ[a] (3) - Вольфсбергер (5) - Жил Вісенте (4) | - Рига[a] (6) - Кизилжар[a] (7) - Гзіра Юнайтед[a] (9) - ДАК 1904[a] (8) - Аріс (Салоніки)[a] (10) | - Левські[a] (5) - Молде[a] (2) - Рапід (Відень)[a] (3) - Хапоель (Беер-Шева)[a] (4) - Твенте (1) | - Лугано (6) - Кішварда[a] (7) - Нефтчі[a] (8) - Чукарички[a] (10) - Хамрун Спартанс[a] (9) | - Славія (Прага)[a] (1) - Зоря (Луганськ) (2) - Коньяспор[a] (3) - Юргорден[a] (4) - Фегервар[a] (5) | - Сепсі[a] (6) - КС У Крайова[a] (7) - Вадуц[a] (8) - Петрокуб[a] (9) - Панатінаїкос (10) |

Примітки
1. a Переможець другого кваліфікаційного раунду. Оскільки на момент жеребкування не було відомо, хто переможець, використовували коефіцієнт команди з найбільшим КК. Команди, відмічені курсивом, обіграли суперника з більшим коефіцієнтом і, таким чином, використовували коефіцієнт суперника під час жеребкування.

### Результати
Перші матчі відбулися 4 серпня, а матчі-відповіді — 11 серпня 2022 року.
| Команда 1            | Заг.           | Команда 2     | 1-й матч | 2-й матч |
| -------------------- | -------------- | ------------- | -------- | -------- |
| Вікінгур (Рейк'явік) | 2:4            | Лех (Познань) | 1:0      | 1:4 (дч) |
| РФШ                  | 4:2            | Гіберніанс    | 1:1      | 3:1      |
| Балкані              | 4:4 (пен. 4:3) | Клаксвік      | 3:2      | 1:2 (дч) |
| Зриньські            | 2:1            | Тобол         | 1:0      | 1:1      |
| Шахтар (Солігорськ)  | 0:1            | Клуж          | 0:0      | 0:1      |

| Команда 1           | Заг.           | Команда 2            | 1-й матч | 2-й матч |
| ------------------- | -------------- | -------------------- | -------- | -------- |
| Спартак (Трнава)    | 0:3            | Ракув                | 0:2      | 0:1      |
| АІК                 | 2:2 (пен. 3:2) | Шкендія              | 1:1      | 1:1 (дч) |
| Вікінг              | 5:2            | Слайго Роверз        | 5:1      | 0:1      |
| Брєйдаблік          | 1:6            | Істанбул Башакшехір  | 1:3      | 0:3      |
| КуПС                | 0:5            | Янг Бойз             | 0:2      | 0:3      |
| Пайде               | 0:5            | Андерлехт            | 0:2      | 0:3      |
| Віборг              | 5:1            | Б36 Торсгавн         | 3:0      | 2:1      |
| Хайдук (Спліт)      | 3:2            | Віторія (Гімарайнш)  | 3:1      | 0:1      |
| Брондбю             | 2:2 (пен. 1:3) | Базель               | 1:0      | 1:2 (дч) |
| Ліллестрем          | 1:5            | Антверпен            | 1:3      | 0:2      |
| ЦСКА (Софія)        | 2:1            | Сент-Патрікс Атлетік | 0:1      | 2:0      |
| Данді Юнайтед       | 1:7            | АЗ                   | 1:0      | 0:7      |
| АПОЕЛ               | 1:0            | Кизилжар             | 1:0      | 0:0      |
| ДАК 1904            | 0:2            | ФКСБ                 | 0:1      | 0:1      |
| Рига                | 1:5            | Жил Вісенте          | 1:1      | 0:4      |
| Вольфсбергер        | 4:0            | Гзіра Юнайтед        | 0:0      | 4:0      |
| Маккабі (Тель-Авів) | 3:2            | Аріс (Салоніки)      | 2:0      | 1:2      |
| Молде               | 4:2            | Кішварда             | 3:0      | 1:2      |
| Нефтчі              | 2:3            | Рапід (Відень)       | 2:1      | 0:2 (дч) |
| Лугано              | 1:5            | Хапоель (Беер-Шева)  | 0:2      | 1:3      |
| Хамрун Спартанс     | 2:2 (пен. 4:1) | Левські              | 0:1      | 2:1 (дч) |
| Чукарички           | 2:7            | Твенте               | 1:3      | 1:4      |
| Зоря (Луганськ)     | 1:3            | КС У Крайова         | 1:0      | 0:3      |
| Вадуц               | 5:3            | Коньяспор            | 1:1      | 4:2      |
| Сепсі               | 2:6            | Юргорден             | 1:3      | 1:3      |
| Фегервар            | 7:1            | Петрокуб             | 5:0      | 2:1      |
| Славія (Прага)      | 3:1            | Панатінаїкос         | 2:0      | 1:1      |

1. 1 2  Порядок матчів було змінено після жеребкування.

## Раунд плей-оф
Жеребкування відбулося 2 серпня 2022 року о 15:00 (14:00 CEST) у  Ньйоні.

### Команди
У раунді плей-оф змагаються 44 команди, які поділені на два шляхи:
- Шлях чемпіонів (10 команд): команди, ще не відомі на момент жеребкування, діляться таким чином:
  - Сіяні: 5 команд, які вибули з третього кваліфікаційного раунду (шлях чемпіонів) Ліги Європи.
  - Несіяні: 5 переможців третього кваліфікаційного раунду (шлях чемпіонів).
- Основний шлях (34 команд): 5 команд, які починають з цього раунду, 27 переможців третього кваліфікаційного раунду (основний шлях) та 2 команди, які вибули з третього кваліфікаційного раунду (основний шлях) Ліги Європи. Для процедури жеребкування учасники діляться порівну на сіяних та несіяних згідно з клубними коефіцієнтами 2022.[3] На момент жеребкування ще не буде  відомо переможців третього кваліфікаційного раунду, тому для жеребкування використовують коефіцієнти команд з найбільшим КК з кожної пари.

Команди з однієї асоціації не можуть бути зведені в одну пару. У кожній парі команда, яка під час жеребкування випала першою, грає перший матч вдома.
| Сіяні                                                            | Несіяні                                            |
| ---------------------------------------------------------------- | -------------------------------------------------- |
| - Ф91 Дюделанж - Шкупі - Лінфілд - Слован (Братислава) - Марибор | - Лех (Познань) - РФШ - Балкані - Зриньські - Клуж |

| Група 1                                                                            | Група 1                                                                                        | Група 2                                                                                      | Група 2                                                                                                |
| Сіяні                                                                              | Несіяні                                                                                        | Сіяні                                                                                        | Несіяні                                                                                                |
| ---------------------------------------------------------------------------------- | ---------------------------------------------------------------------------------------------- | -------------------------------------------------------------------------------------------- | --- |
| - Базель[3КР] (1) - Істанбул Башакшехір[3КР] (2) - АПОЕЛ[3КР] (3) - Фіорентіна (4) | - Антверпен[3КР] (8) - ЦСКА (Софія)[3КР] (7) - Твенте[3КР] (6) - Юргорден[3КР] (5)             | - Вільярреал (4) - Маккабі (Тель-Авів)[3КР] (3) - ФКСБ[3КР] (2) - Рапід (Відень)[3КР] (1)    | - Ніцца (5) - Хайдук (Спліт)[3КР] (6) - Вадуц[3КР] (7) - Вікінг[3КР] (8)                               |
| Група 3                                                                            | Група 3                                                                                        | Група 4                                                                                      | Група 4                                                                                                |
| Сіяні                                                                              | Несіяні                                                                                        | Сіяні                                                                                        | Несіяні                                                                                                |
| - Славія (Прага)[3КР] (1) - Партизан[ЛЄ] (2) - КС У Крайова[3КР] (3) - Кельн (4)   | - Хапоель (Беер-Шева)[3КР] (5) - Фегервар[3КР] (6) - Ракув[3КР] (7) - Хамрун Спартанс[3КР] (8) | - Янг Бойз[3КР] (1) - АЗ[3КР] (2) - Вест Гем Юнайтед (3) - Молде[3КР] (4) - Словацко[ЛЄ] (5) | - Андерлехт[3КР] (6) - Вольфсбергер[3КР] (7) - Жил Вісенте[3КР] (8) - АІК [3КР] (9) - Віборг[3КР] (10) |

Примітки
1. 3КР Переможець третього кваліфікаційного раунду (основний шлях). Оскільки на момент жеребкування не було відомо, хто переможець, використовували коефіцієнт команди з найбільшим КК. Команди, відмічені курсивом, обіграли суперника з більшим коефіцієнтом і, таким чином, використовували коефіцієнт суперника під час жеребкування.
2. ЛЄ Команда, що програла в третьому кваліфікаційному раунді Ліги Європи (основний шлях). На момент жеребкування не було відомо переможця.

### Результати
Перші матчі відбулися 18 серпня, а матчі-відповіді — 25 серпня 2022 року.
| Команда 1     | Заг.           | Команда 2           | 1-й матч | 2-й матч |
| ------------- | -------------- | ------------------- | -------- | -------- |
| Марибор       | 0:1            | Клуж                | 0:0      | 0:1      |
| РФШ           | 3:3 (пен. 4:2) | Лінфілд             | 2:2      | 1:1 (дч) |
| Лех (Познань) | 3:1            | Ф91 Дюделанж        | 2:0      | 1:1      |
| Шкупі         | 1:3            | Балкані             | 1:2      | 0:1      |
| Зриньські     | 2:2 (пен. 5:6) | Слован (Братислава) | 1:0      | 1:2 (дч) |

| Команда 1           | Заг.           | Команда 2           | 1-й матч | 2-й матч |
| ------------------- | -------------- | ------------------- | -------- | -------- |
| ЦСКА (Софія)        | 1:2            | Базель              | 1:0      | 0:2      |
| Юргорден            | 5:3            | АПОЕЛ               | 3:0      | 2:3      |
| Істанбул Башакшехір | 4:2            | Антверпен           | 1:1      | 3:1      |
| Фіорентіна          | 2:1            | Твенте              | 2:1      | 0:0      |
| Вадуц               | 2:1            | Рапід (Відень)      | 1:1      | 1:0      |
| Маккабі (Тель-Авів) | 1:2            | Ніцца               | 1:0      | 0:2 (дч) |
| ФКСБ                | 4:3            | Вікінг              | 1:2      | 3:1      |
| Вільярреал          | 6:2            | Хайдук (Спліт)      | 4:2      | 2:0      |
| Ракув               | 2:3            | Славія (Прага)      | 2:1      | 0:2 (дч) |
| КС У Крайова        | 2:2 (пен. 3:4) | Хапоель (Беер-Шева) | 1:1      | 1:1 (дч) |
| Партизан            | 7:4            | Хамрун Спартанс     | 4:1      | 3:3      |
| Кельн               | 4:2            | Фегервар            | 1:2      | 3:0      |
| Вест Гем Юнайтед    | 6:1            | Віборг              | 3:1      | 3:0      |
| Янг Бойз            | 1:1 (пен. 1:3) | Андерлехт           | 0:1      | 1:0 (дч) |
| Словацко            | 4:0            | АІК                 | 3:0      | 1:0      |
| Молде               | 4:1            | Вольфсбергер        | 0:1      | 4:0      |
| АЗ                  | 6:1            | Жил Вісенте         | 4:0      | 2:1      |

1. ↑  Порядок матчів було змінено після жеребкування.